# Joyce Gilchrist
Joyce Gilchrist (11 de gener de 1948 - 14 de juny de 2015), va ser una química forense estatunidenca que havia participat a més de tres mil casos criminals en vint-i-un anys mentre treballava per al Departament de Policia de Oklahoma City, i va ser acusada de falsificar proves.
La seva evidència va conduir en part que vint-i-tres persones van ser condemnades a mort, dotze de les quals van ser executades. Després del seu acomiadament, Gilchrist va al·legar que va ser acomiadada en represàlia per denunciar un comportament sexual inadequat.

## Biografia
Gilchrist va obtenir el sobrenom de «Màgia Negra» per la seva capacitat per igualar les proves d'ADN que d'altres examinadors forenses no van poder. També era coneguda per ésser inusualment adepta a testificar i persuadir als jurats, obtenint així condemnes. Al 1994, Gilchrist va ser promoguda a supervisora de química forense després d'únicament nou anys al treball, però els seus col·legues van començar a expressar les seves preocupacions sobre el seu treball.
Aquesta preocupació per les accions de Gilchrist va sorgir per primera vegada quan un paisatgista, Jeffrey Todd Pierce, qui havia estat declarat culpable de violació en 1986 en gran part a causa de les proves de Gilchrist, malgrat tenir un historial criminal net i una bona coartada, va ser exonerat amb base a proves addicionals d'ADN. Pierce, espòs i pare de dos nens petits, va ser identificat erròniament en una fila de la policia. Després de lliurar voluntàriament mostres de pèl i sang als investigadors de la policia en un intent de netejar el seu nom, va ser arrestat i acusat de la violació. Gilchrist va afirmar que les seves mostres de cabell eren «microscòpicament consistents» amb els cabells trobats a l'escena del crim. .Pierce va ser absolt del delicte i alliberat el 2001 després que les proves d'ADN van ser reexaminades, —després de 15 anys a la presó. Posteriorment, Pierce va presentar una demanda contra Oklahoma City, sol·licitant 75 milions de dòlars i acusant Gilchrist i Bob Macy, un fiscal de districte ja retirat, de conspirar per presentar proves falses contra ell. La demanda es va resoldre per 4 milions de dòlars el 2007, i un regidor de la ciutat d'Oklahoma va assenyalar que la ciutat podia haver hagut de pagar molt més.
Gilchrist va ser acomiadada al setembre de 2001 a causa d'una «anàlisi de casos defectuosa» y «mala gestió de laboratori».
Constantment va negar qualsevol delicte i mai no va ser acusada de cap. Després del seu acomiadament, Gilchrist es va mudar a Houston, on treballava per a una companyia que feia espelmes. Va morir a Texas el 14 de juny de 2015.